# Isla Alaid
La isla Alaid es la isla más occidental de las islas Semichi, un subgrupo del archipiélago de las islas Near, en el extremo occidental de las islas Aleutianas, en Alaska.
- Datos: Q644939